# アマル
アマル運動（アラビア語: حركة أمل, ラテン文字転写: Ḥarakat Amal）は、レバノンの政党・民兵組織。党の正式名称はレバノン・レジスタンスの派遣（アラビア語: أفواج المقاومة اللبنانية, ラテン文字転写: Afwāj al-Muqāwmat al-Lubnāniyya）で、各単語のアラビア文字の頭文字を取ってアマル（Amal、アラビア語で「希望」の意）と通称される。

## 概要
1974年春にレバノンのシーア派指導者（イマーム）、ムーサー・アッ＝サドルが率いる「シーア派イスラーム評議会」（HSIC）の軍事部門として結成された。イスラム教シーア派（十二イマーム派）の住民が支持母体である。
結成当初はシーア派イスラム主義者が多く存在していたが、ムーサー・サドルがリビアで失踪すると、1980年に弁護士でアメリカ市民権も持つ世俗派のナビーフ・ビッリーが代表に就任、その後は世俗路線を明確にしていった。排除されたイスラーム過激派は、イスラム革命を掲げるイランの支援を得て「イスラーミーヤ・アマル」と呼ばれる反主流派を形成したが、80年代初頭にヒズボラが結成されて発展的解消となった。
内戦中はシリアやベイルートに拠点を置いていたファタハから軍事支援を得て、カターイブやレバノン軍団、自由レバノン軍などのキリスト教マロン派系の民兵組織やイスラエル国防軍との武装闘争を行った。親シリアの姿勢が明確であり、時としてキャンプ戦争（シリアとPLOの軍事衝突の一つ）のようにシリアの傭兵として行動をとることもあった。世俗路線をとることから、原理主義を嫌悪するシーア派住民に支持されているとされ、ヒズボラと勢力を二分する。内戦終結後に武装解除され、政党化（合法化）されたが、現在も限定的に重火器を保有すると考えられている。
現在は、レバノン国民会議議会内の親シリア派勢力をヒズボラと共に率いている。
アマル政治局議長のナビーフ・ビッリーはレバノン国民会議（国会）の議長である。